# Niemand in de stad
Niemand in de stad è un film del 2018 diretto da Michiel van Erp e basato sul romanzo omonimo di Philip Huff.
È stato presentato al Dutch Film Festival 2018.

## Trama
Tre giovani amici che studiano ad Amsterdam si ritrovano con la vita devastata quando apprendono della morte del padre di uno di loro.

## Curiosità
Per girare la scena con le noci sotto il prepuzio venne scelto un pornostar perché non è stato trovato nessun altro che fosse in grado di mettere 23 noci sotto il suo prepuzio.